# Ex presidente della Repubblica Italiana

Stendardo dell'ex presidente (mod. 2001)

L'ex presidente della Repubblica Italiana è il titolo onorifico che assumono i presidenti della Repubblica una volta terminato il loro mandato istituzionale.
L'ex presidente della Repubblica Italiana è anche senatore di diritto e a vita, salvo rinunzia.
Il titolo presidente emerito della Repubblica Italiana non esiste nella Costituzione italiana e non compare nella Gazzetta Ufficiale della Repubblica Italiana; dal 2001 è un titolo onorifico ufficioso.

## La qualifica
Con decreto del presidente della Repubblica del 17 maggio 2001, si è creata l'insegna distintiva per gli ex presidenti; esso così recita: 
 Per l'espletamento delle proprie funzioni l'ex presidiente ha diritto al trasporto aereo di Stato.

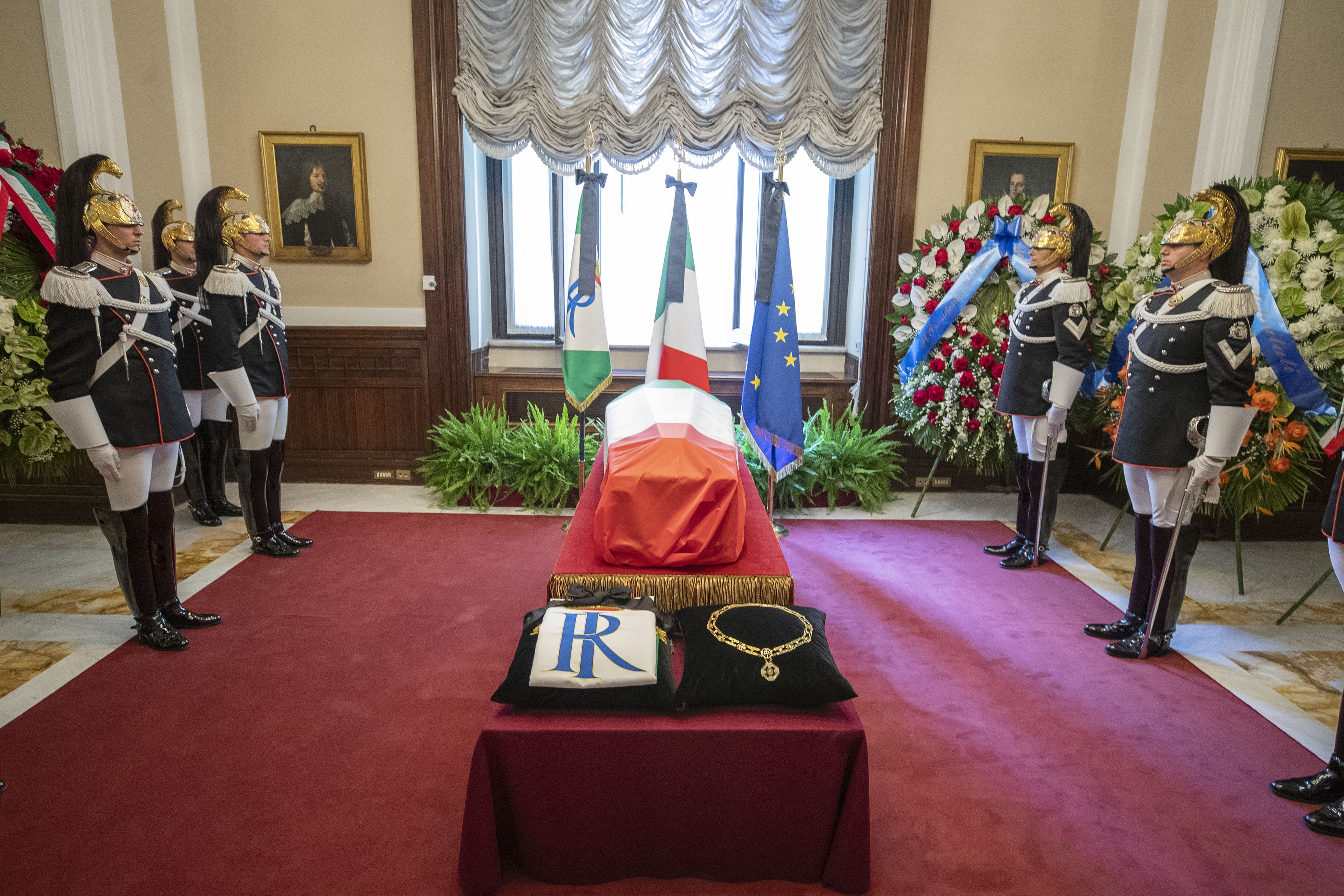
Esequie civili di Giorgio Napolitano, con le insegne di ex presidente e dell'Ordine al merito della Repubblica italiana

L'art. 59 della Costituzione sancisce inoltre che 
 pertanto gli ex presidenti sono anche senatori a vita a tutti gli effetti dopo la fine del loro incarico come presidenti della Repubblica Italiana. Come senatori a vita, gli ex presidenti hanno un ufficio a Palazzo Giustiniani.
Gli ex presidenti possono essere ascoltati per un loro parere dal presidente della Repubblica in carica durante le consultazioni per la formazione di un nuovo governo.
Finora nessun presidente ha rinunziato al titolo di senatore di diritto a vita.

## Lista degli ex presidenti della Repubblica senatori di diritto e a vita
| №  | Foto | Nome                 | Dal              | Al                |
| -- | ---- | -------------------- | ---------------- | ----------------- |
| 1  |      | Enrico De Nicola     | 12 maggio 1948   | 1º ottobre 1959   |
| 2  |      | Luigi Einaudi        | 11 maggio 1955   | 30 ottobre 1961   |
| 3  |      | Giovanni Gronchi     | 11 maggio 1962   | 17 ottobre 1978   |
| 4  |      | Antonio Segni        | 6 dicembre 1964  | 1º dicembre 1972  |
| 5  |      | Giuseppe Saragat     | 29 dicembre 1971 | 11 giugno 1988    |
| 6  |      | Giovanni Leone       | 15 giugno 1978   | 9 novembre 2001   |
| 7  |      | Sandro Pertini       | 29 giugno 1985   | 24 febbraio 1990  |
| 8  |      | Francesco Cossiga    | 28 aprile 1992   | 17 agosto 2010    |
| 9  |      | Oscar Luigi Scalfaro | 15 maggio 1999   | 29 gennaio 2012   |
| 10 |      | Carlo Azeglio Ciampi | 15 maggio 2006   | 16 settembre 2016 |
| 11 |      | Giorgio Napolitano   | 14 gennaio 2015  | 22 settembre 2023 |

### Annotazioni
1. ↑  Dimissioni anticipate per impedimento permanente.
2. 1 2 3  Dimissioni anticipate.
3. ↑  Già senatore a vita dal 1967 al 1971.
4. 1 2  Dimissioni di cortesia per permettere l'insediamento del suo successore, già eletto.
5. ↑  Già senatore a vita di nomina presidenziale dal 2005 al 2006.

### Fonti
1. ↑  Costituzione della Repubblica Italiana, articolo 59.
2. ↑   Presidenti Emeriti della Repubblica, su lacostituzione.it. URL consultato il 28 maggio 2025.
3. ↑   Decreto del Presidente della Repubblica 17 maggio 2001, in materia di "Insegna distintiva degli ex Presidenti della Repubblica", in Gazzetta Ufficiale della Repubblica Italiana, 22 maggio 2001. URL consultato il 27 maggio 2025.
4. ↑  Decreto del Presidente della Repubblica Italiana 14 ottobre 1986, n. 19.
5. ↑   Direttiva del presidente del Consiglio dei Ministri 21 settembre 2007, in materia di "Disciplina del trasporto aereo di Stato", in Gazzetta Ufficiale della Repubblica Italiana, 24 settembre 2007. URL consultato il 27 maggio 2025.